# Laelia buana
Laelia buana är en fjärilsart som beskrevs av Moore 1859. Laelia buana ingår i släktet Laelia och familjen tofsspinnare. Inga underarter finns listade i Catalogue of Life.